# Jiří Horáček (fotbalista)
Jiří Horáček (* 10. prosince 1965) je bývalý československý fotbalista.

## Fotbalová kariéra
V československé lize hrál za ZVL Žilina. V lize nastoupil v 6 utkáních, gól nedal.

## Ligová bilance
| Ročník                                   | Zápasy | Góly | Klub       |
| ---------------------------------------- | ------ | ---- | ---------- |
| 1. československá fotbalová liga 1983/84 | 4      | 0    | ZVL Žilina |
| 1. československá fotbalová liga 1984/85 | 2      | 0    | ZVL Žilina |
| CELKEM                                   | 6      | 0    |            |